# Анна Гудейл
Анна Гудейл  (англ. Anna Goodale, 18 березня 1983) — американська веслувальниця, олімпійська чемпіонка.

## Виступи на Олімпіадах
| Олімпіада  | Дисципліна                     | Місце |
| ---------- | ------------------------------ | ----- |
| Пекін 2008 | вісімка розстібна зі стерновим | 1     |